# Lista Pim Fortuyn
La Lista Pim Fortuyn (en neerlandés: Lijst Pim Fortuyn) fue un partido político neerlandés de extrema derecha creado por Pim Fortuyn en 2002, poco antes de su muerte.

## Historia
La Lista Pim Fortuyn lleva el nombre de su fundador y carismático líder Pim Fortuyn, un sociólogo que había impartido clases en las universidades de Groningen y Róterdam. En noviembre de 2001 Fortuyn se convertirá en el líder de un nuevo partido, Holanda Habitable, del que será expulsado apenas tres meses más tarde; tras esto decide crear su propio partido, y ya que es el fundador decide ponerle su propio nombre, la Lista Pim Fortuyn, fundado el 14 de febrero de 2002.

### Asesinato de Pim Fortuyn
Pim Fortuyn, fue asesinado por Volkert van der Graaf, un activista pro-derechos de los animales, el 6 de mayo de 2002, 9 días antes de las elecciones generales holandesas de 2002. Eso no impidió que su partido político obtuviese el segundo puesto con el 17% de votos, obteniendo 26 escaños (en un Parlamento de 150 diputados).

### Existencia después de la muerte del fundador
Tras la pérdida de su líder, el partido se desintegró cayendo en picado el número de votos. Con apenas representación y sin casi afiliados se autodisolvió 1 de enero de 2008 poniendo fin a su efímera existencia.

## Resultados electorales
| Año  | Votos          | %     | Resultado | +/- | Gobierno           |
| ---- | -------------- | ----- | --------- | --- | ------------------ |
| 2002 | 1.614.801 (#2) | 17,00 | 26/150    |     | Coalición          |
| 2003 | 549.975 (#5)   | 5,70  | 8/150     | 18  | Oposición          |
| 2006 | 20.956 (#12)   | 0,21  | 0/150     | 8   | Extraparlamentario |